# Wildes Gestüt
Als Wildes Gestüt, auch Wildbahngestüt, bezeichnete man eine Pferdezucht auf für die damalige Landwirtschaft unattraktivem Ödland oder naturbelassenen Flächen, häufig mit Wald, unter Aufsicht von Hirten, wo sich Pferde ohne züchterische Lenkung vermehrten oder nur die eingesetzten Hengste einer Auswahl unterlagen.
In wilden Gestüten wurden in der Regel leichte Pferde fürs Militär und für den landwirtschaftlichen Bedarf gezüchtet. Beispiele für diese Zuchten sind die wilden Gestüte des Deutschritterordens, in denen der Stammvater des Trakehners – der Schweike – gezüchtet wurde, aber auch das wilde Gestüt auf der Senne, das die Grundlage des Senner Pferdes war. Diese wilden Gestüte stellten bis ins 18. Jahrhundert hinein eine wichtige Basis zur Deckung des Grundbedarfs an Pferden dar. Erst der gezielte Aufbau von Land- und Staatsgestüten legte die Basis zu einer breit angelegten, qualitativ hochwertigen Zucht, wie wir sie heute kennen.
Deutschland
- Dülmener Wildpferd
  - Die Tiere leben in freier Wildbahn im Merfelder Bruch bei Dülmen in einem Gebiet mit einer Größe von 350 Hektar, der Wildpferdebahn. Die durchschnittlich 350 Tiere erreichen eine Größe von 1,20–1,35 m. Es handelt sich nicht mehr um ein echtes Wildpferd; jedoch wird vermutet, dass hohe Anteile Urwildpferd-Blut in ihnen fließt. Przewalski-Pferde und Koniks wurden in der Vergangenheit regelmäßig der Herde zugeführt.
- Senner Pferd
  - Senner Pferde gelten als die älteste Pferderasse in Deutschland. Ihre Haltung in der Wildbahn der Senne ist seit 1160 belegt und wurde bis in das 19. Jahrhundert so beibehalten. Seit 1999 gibt es wieder ein Projekt Wildbahn Senner Pferde.
- Arenberg-Nordkirchener Pony
  - Das Arenberg-Nordkirchener Pony war eine Ponyrasse aus dem Münsterland. Herzog Engelbert von Arenberg begann 1923 in der Nordkirchener Wildbahn eine halbwilde Zucht, ähnlich der in Dülmen (im Merfelder Bruch, Heimat des Dülmener Wildpferds) mit Panje-Stuten (dem Konik ähnlich) aus Osteuropa und Dülmener-Hengsten.
- Emscherbrücher
  - Der Emscherbrücher oder Emscherbrücher Dickkopp war bis Anfang des 19. Jahrhunderts im Bruch entlang der Emscher zwischen Waltrop und Bottrop verbreitet. Die letzten Emscherbrücher wurden in den 1840er Jahren eingefangen nach Dülmen verkauft.
- Davertnickel
  - Vermutlich waren die Pferde aus der Davert von gedrungener Gestalt mit einem Stockmaß von bis zu 1,52 m. Erstmals wurde die Wildbahn Davert-Wald zwischen den Orten Drensteinfurt, Ascheberg, Ottmarsbocholt und Amelsbüren 1339 erwähnt; die letzten Tiere wurden 1812 verkauft, wenige Jahre bevor die Mark geteilt wurde.

England
- Exmoor-Pony

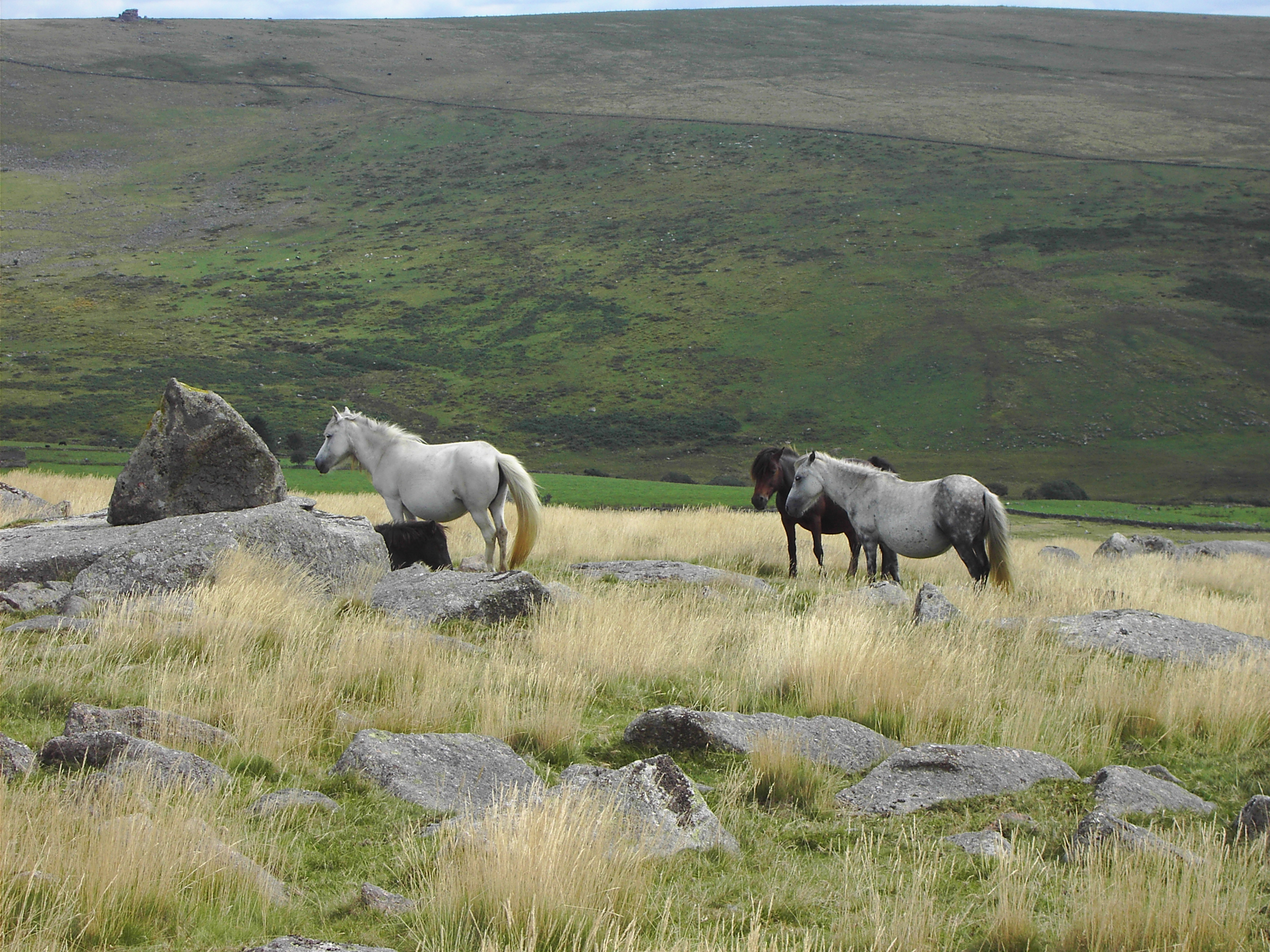
Dartmoor-Ponys

  - Ein in England neben dem „Dartmoor-Pony“ vorkommendes, verwildertes Pferd, dessen Herkunft nicht eindeutig geklärt ist. Im Gegensatz zu dem als gesichert domestiziertem Dartmoor-Pony weist das Exmoor-Pony sowohl äußerlich als auch vom Verhaltensmuster her einige Besonderheiten auf, die eher für die eines echten Wildpferdes als für die eines verwilderten Hauspferdes sprechen.
- Dartmoor-Pony
  - Das Dartmoor-Pony stammt aus der Dartmoor-Heide im Südwesten Englands. Es ist eng mit dem Exmoor-Pony verwandt.
- New-Forest-Pony
  - Das New-Forest-Pony stammt aus einem Waldgebiet in der Nähe Southamptons und wurde im Jahre 1016 erstmals urkundlich erwähnt. Dort leben auch heute noch mehrere tausend Ponys in halbwilden Herden.

Amerika
- Assateague-Pony
  - Das Assateague-Pony (auch Chincoteague-Pony) ist eine nordamerikanische Pferderasse, die auf der Atlantikinsel Assateague beheimatet ist. Dort leben die Ponys in freier Wildbahn, stehen aber unter menschlicher Obhut.

Frankreich
- Camargue-Pferd
  - Ein im Rhone-Delta Südfrankreichs in freier Wildbahn lebendes Pferd.

Schweden
- Gotland-Pony
  - Das Gotland-Pony (schwed.: Gotlandsruss) ist eine alte schwedische Kleinpferdrasse auf der Insel Gotland und umliegenden Inseln. Auch heute noch gibt es eine Gruppe von wildlebenden Gotlandsruss im Wald Lojsta hed in der Mitte der Insel.

Huzulei (Grenzgebiet von Rumänien, Polen, Slowakei und Ungarn) 
- Huzule
  - Die Bergponys lebten dort in der Huzulei halbwild und dienten den Menschen als Trag- und Zugtiere. Ihre Fellfarbe ist meistens Braun, Isabel oder Falbe. Häufig haben sie Wildpferdabzeichen wie Rückenkreuz, Aalstrich und schwarze Fesselstreifung, was darauf schließen lässt, dass sie noch eng mit dem Urwildpferd Tarpan verwandt sind.